# Distretto di Sap Yai
Il distretto di Sap Yai (in thailandese: ซับใหญ่) è un distretto (amphoe) della Thailandia, situato nella provincia di Chaiyaphum.